# Robin Schenk
Robin Schenk (* 1. September 1967 in Hamburg) ist ein Hamburger Politiker (ehemals Partei Rechtsstaatlicher Offensive).

## Leben
Schenk absolvierte von 1986 bis 1989 eine Ausbildung an der Landespolizeischule. Anschließend war er von 1989 bis 1990 Angehöriger der Landesbereitschaftspolizei und von 1990 bis 1996 im Reviervollzugsdienst der Polizei Hamburg tätig. Von 1996 bis 1999 studierte er an der Fachhochschule für Öffentliche Verwaltung Hamburg mit dem Abschluss Diplom-Verwaltungswirt. Seit 1999 ist er Kriminalbeamter und Mitglied im Bund deutscher Kriminalbeamter.
Schenk war von Oktober 2001 bis März 2004 Mitglied der Bürgerschaft der Freien und Hansestadt Hamburg. Als Bürgerschaftsabgeordneter war er Mitglied des Innenausschusses und Fraktionssprecher des Eingabenausschusses. Darüber hinaus war er Mitglied des Parlamentarischen Kontrollgremiums zur Sicherung der Unverletzlichkeit der Wohnung und Mitglied des Parlamentarischen Untersuchungsausschusses (PUA) „Transparenz, Rechtmäßigkeit und Sachdienlichkeit von Personalauswahl und Personalentscheidungen“.

Während seiner Mandatszeit initiierte er das „Hamburger Gesetz zur Errichtung und Führung eines Korruptionsregisters“, das die Bürgerschaft im Januar 2004 beschloss, und konzipierte das „Hamburger Gesetz zur Unterbringung besonders rückfallgefährdeter hochgefährlicher Straftäter“ zur Sicherungsverwahrung von Gewalttätern. Des Weiteren forderte Schenk zur Erhöhung der Verkehrssicherheit regelmäßige Gesundheitsüberprüfungen für über 75-jährige Führerscheininhaber, die Sehkraft, Reaktionsfähigkeit und Beweglichkeit umfassen sollten.
Schenk ist seit seinem Partei- und Fraktionsaustritt im Januar 2004 parteilos.